# Petits Suicides entre amis
Pour le roman d'Arto Paasilinna, voir Petits Suicides entre amis (roman).
Pour plus de détails, voir Fiche technique et Distribution.
Petits Suicides entre amis (Wristcutters: A Love Story) est un film américano-britannique réalisé par Goran Dukić (en), sorti en 2006 et en 2010 en France. Basé sur une nouvelle de Etgar Keret, Kneller's Happy Campers (La Colo de Kneller en français), il existe également une adaptation en bande dessinée par Asaf Hanuka et intitulée Pizzeria Kamikaze.

## Synopsis
Dans un au-delà où ne parviennent que les suicidés, Zia (Patrick Fugit) part à la recherche de son ex-copine Desiree (Leslie Bibb). Il rencontre Eugene (Shea Whigham), un ancien rockeur ukrainien, et Mikal (Shannyn Sossamon), qui assure être là par erreur et cherche les dirigeants de ce monde.

## Fiche technique
- Titre : Petits Suicides entre amis
- Titre original : Wristcutters: A Love Story
- Scénario : Goran Dukić d'après le roman La Colo de Kneller d'Etgar Keret
- Musique : Bobby Johnston
- Photographie : Vanja Cernjul
- Montage : Jonathan Alberts
- Production : Chris Coen, Tatiana Kelly, Mikal P. Lazarev et Adam Sherman
- Société de production : No Matter Pictures, Crispy Films, Adam Sherman et Halcyon Pictures
- Société de distribution : Kanibal Films Distribution (France) et Autonomous Films (États-Unis)
- Pays :  États-Unis et  Royaume-Uni
- Genre : Comédie noire, fantastique et romance
- Durée : 88 minutes
- Date de sortie : 19 octobre 2007 aux États-Unis, 4 août 2010 en  France

## Distribution
- Patrick Fugit : Zia
- Shannyn Sossamon : Mikal
- Shea Whigham : Eugene
- Abraham Benrubi : Erik
- Leslie Bibb : Desiree
- Mark Boone Junior : Mike
- Cameron Bowen : Kostya
- Mikal P. Lazarev : Nanuk
- Clayne Crawford : Jim
- Tom Waits : Kneller
- Chase Ellison : Kostya enfant
- John Hawkes : Yan
- Will Arnett : Messie
- Mary Pat Gleason : mère d'Eugene
- Aaron Mouser : Max
- Nick Offerman : Max
- Anatol Rezmeritza : Père d'Eugene
- Sarah Roemer : Rachel
- Amy Seimetz : Nina
- Azura Skye : Tania
- Jonathan Schwartz : conducteur du train
- Jake Busey : Brian (non crédité)
- Foxie : Freddy le chien

## Sortie
Le film, présenté le 24 janvier 2006 au Sundance Film Festival, est sorti le 19 octobre 2007 aux États-Unis et a été diffusé en France à partir du 2 août 2010 dans une trentaine de salles dans le cadre du programme Cinemadness, sous le titre Petits Suicides entre amis.